# Xã Bryan, Quận Charles Mix, South Dakota
Xã Bryan (tiếng Anh: Bryan Township) là một xã thuộc quận Charles Mix, tiểu bang Nam Dakota, Hoa Kỳ. Năm 2010, dân số của xã này là 358 người.